# 奥古斯特·克罗尼格
奥古斯特·卡尔·克罗尼格（德語：August Karl Krönig，德語發音：[ˈkʁøːnɪç]，1822年9月20日—1879年6月5日）是一位德国化学家和物理学家，他在1856 年发表了气体动力学理论。